# بلعام بن باعوراء
بلعام أو بلعم بن باعوراء (بالعبرية: בִּלְעָם) هو كاهن ذُكر في التوراة (العهد القديم) بدأت قصته في سفر العدد الإصحاح 22، كما ذُكرت له قصة في القرآن الكريم والتراث الإسلامي، حيث يُعتقد أنه المقصود من الآيتين 175 و 176 من سورة الأعراف. تشير المصادر الكهنوتية أن بلعام كان نبيًا لكنه لم يكن من بني إسرائيل، وأنه ابن باعوراء.
أمر بالاق بن صفور ملك موآب بلعام أن يلعن شعب نبي الله موسى ويدعو عليهم، لكن بلعام رفض، وأغراه الملك بالمال، لكنه رفض أيضًا. فأخذه بالاق إلى الجبل المشارف على البرية ليدعو على بني إسرائيل، لكن بلعام نطق بلعن شعب موآب ومباركة بني إسرائيل، وحاول بالاق ثلاث مرات، كل مرة يأخذ بلعام إلى جبل آخر ويبنى له سبعة مذابح ويضحي بسبعة ثيران وسبعة أكباش لكي يلعن بني إسرائيل، لكن ينتهى به المطاف إلى مباركتهم وليس لعنهم. وقُتل بلعام على يد بني إسرائيل في معركة انتقامية ضد الميدانيين في النهاية.

## بلعام حسب العهد القديم

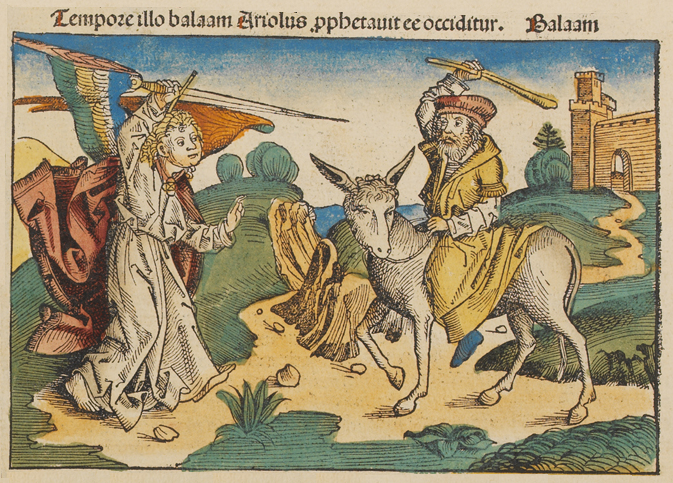
بلعام والملاك. نورمبرغ كرونيكل (1493)

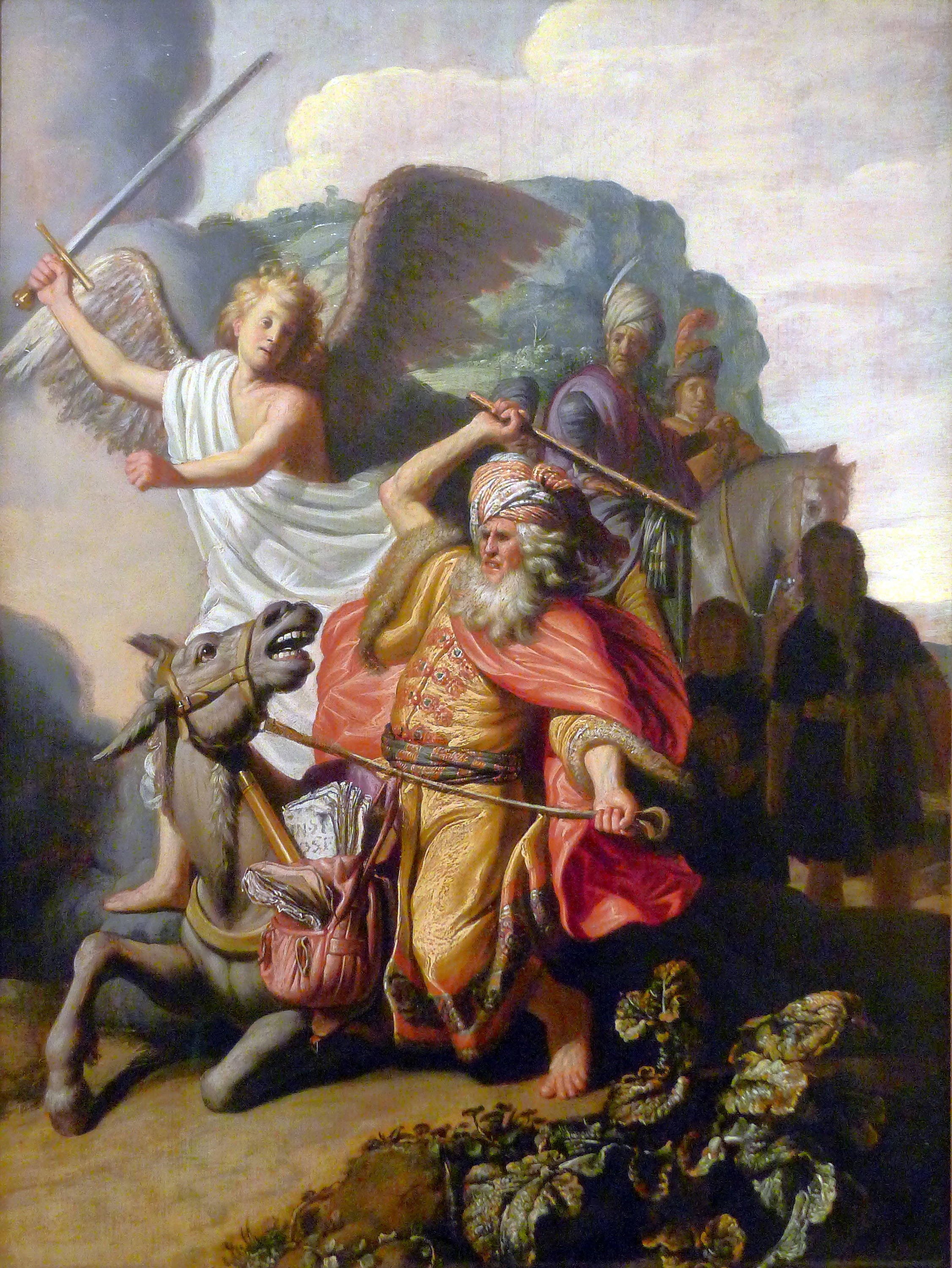
بلعام والحمار، بقلم رامبرانت فان راين، 1636.

تحدث قصة بلعام الرئيسية خلال فترة إقامة بني إسرائيل في سهول موآب، شرق نهر الأردن، في ختام الأربعين عامًا من التيه، قبل وقت قصير من وفاة موسى، بعد أن هزم بنو إسرائيل بالفعل ملكين في شرق الأردن: سيحون ملك الأموريين، وعوج ملك باشان. فشعر بالاق ملك موآب بالقلق وأرسل شيوخ مديان ورسله الموآبيين إلى بلعام بن باعوراء، لحثه على المجيء ولعن بني إسرائيل. لأن بلعام كان معروفًا بأنه مستجاب الدعاء، فأرسل بالاق الرسل ورؤساء موآب إلى بلعام ليقولوا له: هُوَذَا شَعْبٌ قَدْ خَرَجَ مِنْ مصر. هُوَذَا قَدْ غَشَّى وَجْهَ الأَرْضِ، وَهُوَ مُقِيمٌ مُقَابِلِي. فَالآنَ تَعَالَ وَالْعَنْ لِي هذَا الشَّعْبَ، لأَنَّهُ أَعْظَمُ مِنِّي، لَعَلَّهُ يُمْكِنُنَا أَنْ نَكْسِرَهُ فَأَطْرُدَهُ مِنَ الأَرْضِ، لأَنِّي عَرَفْتُ أَنَّ الَّذِي تُبَارِكُهُ مُبَارَكٌ وَالَّذِي تَلْعَنُهُ مَلْعُونٌ. (العدد: 22: 5، 6).
فقال لهم بلعام بيتوا عندي هذه الليلة حتى يأتيني الجواب من الرب، فأوحى الرب إلى بلعام: لاَ تَذْهَبْ مَعَهُمْ وَلاَ تَلْعَنِ الشَّعْبَ، لأَنَّهُ مُبَارَكٌ. فرد بلعام على الرسل بالرفض، فأرسل بالاق أعظم وأكثر إلى بلعام، وعرضوا عليه المال، فقال لهم بلعام: وَلَوْ أَعْطَانِي بَالاَقُ مِلْءَ بَيْتِهِ فِضَّةً وَذَهَبًا لاَ أَقْدِرُ أَنْ أَتَجَاوَزَ قَوْلَ الرَّبِّ إِلهِي لأَعْمَلَ صَغِيرًا أَوْ كَبِيرًا. ولكن هذه المرة أوحى الرب إليه أن يذهب مع الرجال، فانطلق في الصباح معهم.

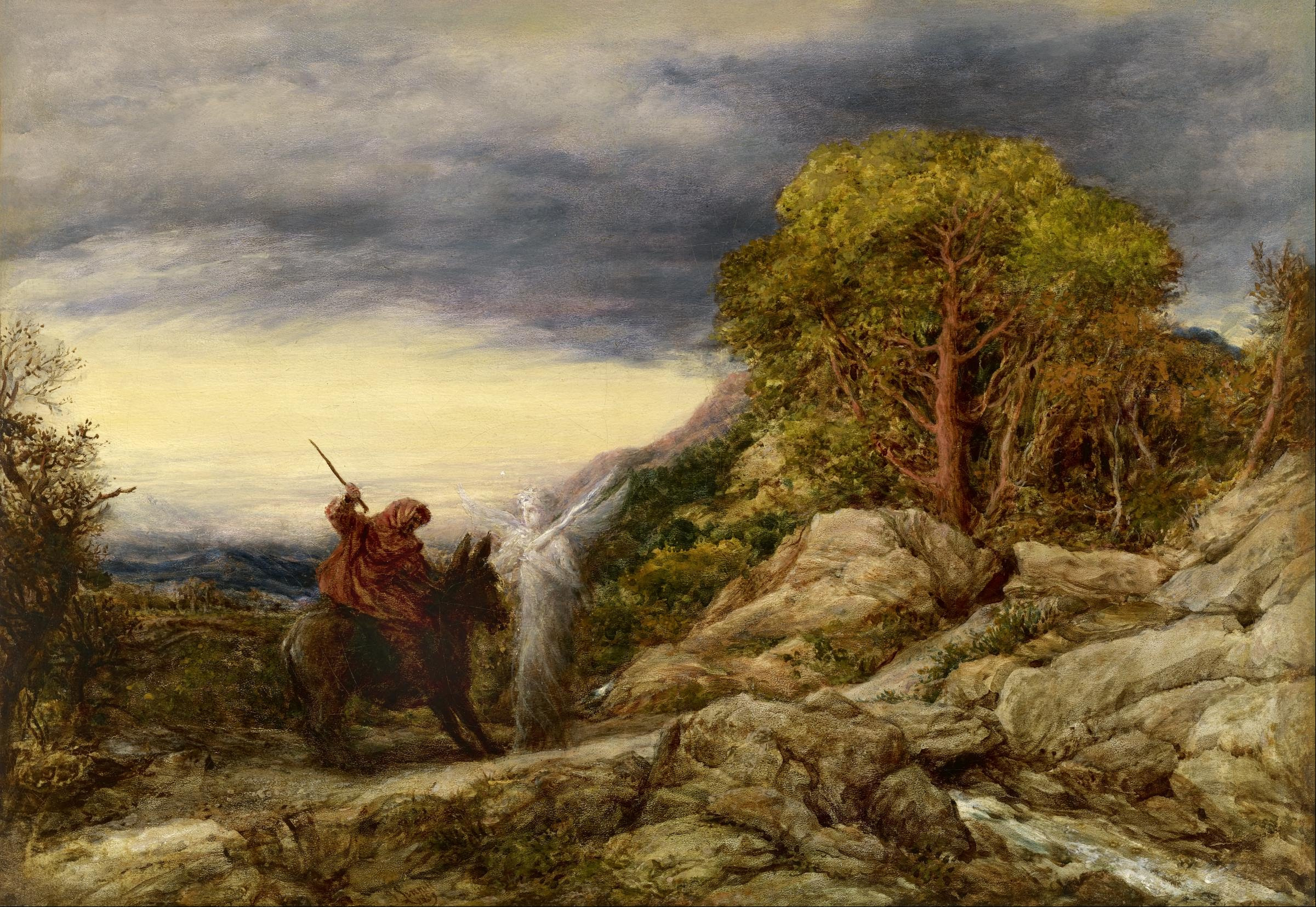
لوحة بلعام والملاك التي رسمها جون لينل عام 1859

والغريب أن القصة في سفر العدد تقول بأن الرب غضب لأنه ذهب، بالرغم من أن الرب هو الذي أمره بالذهاب، وأرسل ملاك الرب لمنعه ومعه سيف. في البداية لم يرى بلعام الملاك، ولكن الحمار رآه، وحاول الحمار تجنب الملاك، فقام بلعام بضرب الحمار ثلاث مرات، فتحدث الحمار إلى بلعام يسأله لماذا يضربه، وفي هذه المرحلة يُسمح لبلعام برؤية الملاك، الذي يبلغه بأن خروج الحمار عن الطريق هو السبب الوحيد الذي جعل الملاك لا يقتل بلعام، فسجد بلعام على الفور، واعتذر للملاك، لكن الملاك أمره أن يستمر في طريقه إلى بالاق.

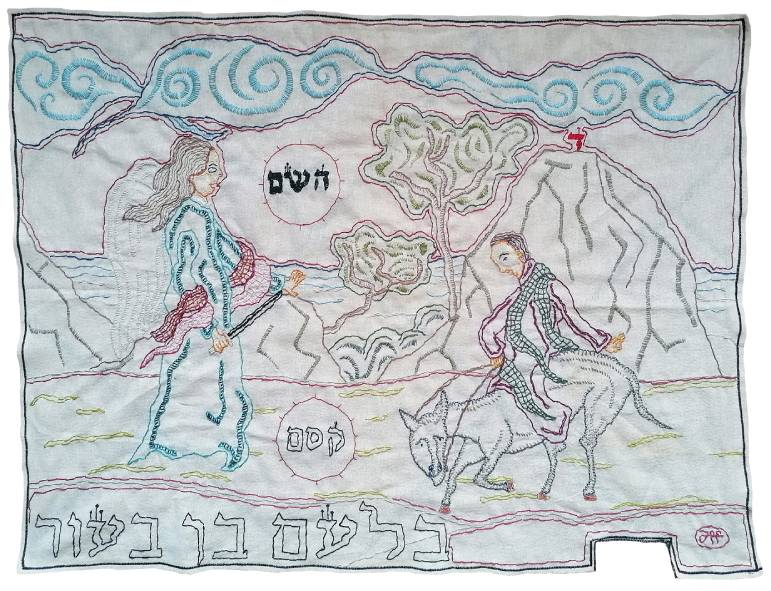
بلعام بن باعوراء كما رسمه الفنان الباطني فيليبو بياغولي

استقبل بالاق بلعامًا استقبالاً حافلًا، وعاتبه على تأخّره عليه. أمّا بلعام فلفت نظر بالاق إلى أنّه خاضع لله، وأنّه لا يقول ولا يفعل إلا ما يأمره به الله، واستقبل بالاق بلعام في «عير موآب» أي مدينة موآب القريبة من أرنون، قرب الحدود بين موآب وبني إسرائيل، ثمّ سارا إلى «حصوت»، وأقام الملك وليمة له. وذهبا إلى «مرتفعات بعل»، ليقدموا الأضحية على سبعة مذابح بسبعة ثيران وسبعة أكباش، مما يؤدي إلى قيام بلعام بإعطاء نبوءة من قبل الرب. فوضع الرب كلاما في فم بلعام ونطق يبارك بني إسرائيل، فَقَالَ بَالاَقُ لِبَلْعَامَ: «مَاذَا فَعَلْتَ بِي؟ لِتَشْتِمَ أَعْدَائِي أَخَذْتُكَ، وَهُوَذَا أَنْتَ قَدْ بَارَكْتَهُمْ». (العدد: 23: 11) ثم حاول بالاق مرة أخرى وأخذ بلعام إلى حَقْلِ صُوفِيمَ وبنى له سبعة مذابح أيضًا وضحي بسبعة ثيران وسبعة أكباش، فنطق بلعام بمباركة بنى إسرائيل أيضًا. ثم حاول بالاق مرة ثالثة وأخذ بلعام إلى رأس فغور، وبنى له سبعة مذابح أيضًا وضحي بسبعة ثيران وسبعة أكباش فنطق بلعام بمباركة بنى إسرائيل مرة ثالثة. فَاشْتَعَلَ غَضَبُ بَالاَقَ عَلَى بَلْعَامَ، وَصَفَّقَ بِيَدَيْهِ وَقَالَ بَالاَقُ لِبَلْعَامَ: «لِتَشْتِمَ أَعْدَائِي دَعَوْتُكَ، وَهُوَذَا أَنْتَ قَدْ بَارَكْتَهُمُ الآنَ ثَلاَثَ دَفَعَاتٍ. فَالآنَ اهْرُبْ إِلَى مَكَانِكَ. قُلْتُ أُكْرِمُكَ إِكْرَامًا، وَهُوَذَا الرَّبُّ قَدْ مَنَعَكَ عَنِ الْكَرَامَةِ». (العدد: 24: 10).
فيما بعد يصف سفر العدد 31:16 معركة بني إسرائيل ضد الميدانيين، والتي قُتل بها بلعام: فَتَجَنَّدُوا عَلَى مِدْيَانَ كَمَا أَمَرَ الرَّبُّ وَقَتَلُوا كُلَّ ذَكَرٍ. وَمُلُوكُ مِدْيَانَ قَتَلُوهُمْ فَوْقَ قَتْلاَهُمْ: أَوِيَ وَرَاقِمَ وَصُورَ وَحُورَ وَرَابعَ. خَمْسَةَ مُلُوكِ مِدْيَانَ. وَبَلْعَامَ بْنَ بَعُورَ قَتَلُوهُ بِالسَّيْفِ.

## في الإسلام
بلعام عند أهل السنة والجماعة
يرى العديد من المفسرين أن المقصود بالآيتين 175 و 176 من سورة الأعراف هو بلعام بن باعوراء: ﴿وَاتْلُ عَلَيْهِمْ نَبَأَ الَّذِي آتَيْنَاهُ آيَاتِنَا فَانْسَلَخَ مِنْهَا فَأَتْبَعَهُ الشَّيْطَانُ فَكَانَ مِنَ الْغَاوِينَ ۝١٧٥ وَلَوْ شِئْنَا لَرَفَعْنَاهُ بِهَا وَلَكِنَّهُ أَخْلَدَ إِلَى الْأَرْضِ وَاتَّبَعَ هَوَاهُ فَمَثَلُهُ كَمَثَلِ الْكَلْبِ إِنْ تَحْمِلْ عَلَيْهِ يَلْهَثْ أَوْ تَتْرُكْهُ يَلْهَثْ ذَلِكَ مَثَلُ الْقَوْمِ الَّذِينَ كَذَّبُوا بِآيَاتِنَا فَاقْصُصِ الْقَصَصَ لَعَلَّهُمْ يَتَفَكَّرُونَ ۝١٧٦﴾ [الأعراف:175–176]، قال عبد الله بن مسعود: هو رجل من بني إسرائيل، يقال له: بلعم بن أبر، وقال مالك بن دينار: كان من علماء بني إسرائيل، وكان مجاب الدعوة، يقدمونه في الشدائد، بعثه نبي الله موسى إلى ملك مدين يدعوه إلى الله، فأقطعه وأعطاه، فتبع دينه وترك دين موسى. ورُوى عن ابن عباس قوله: هو رجل من مدينة الجبارين، يقال له بلعام، وكان يعلم اسم الله الأعظم. قال ابن كثير الدمشقي: هو بلعام - ويقال: بلعم - بن باعوراء أو باعور بن شهوم بن قوشتم بن ماب بن لوط بن هاران بن آزر. وكان يسكن قرية من قرى البلقاء.
وذكر الطبري في تفسيره للآيتين قصة شبيهة بالقصة التي في الإسرائيليات، فقال:
| بلعام بن باعوراء | وكان من قصة هذا الرجل: ما حدثنا محمد بن عبد الأعلى، حدثنا المعتمر، عن أبيه: أنه سئل عن هذه الآية: (وَاتْلُ عَلَيْهِمْ نَبَأَ الَّذِي آتَيْنَاهُ آيَاتِنَا فَانسَلَخَ مِنْهَا) فحدث عن سيار أنه كان رجلا يقال له بلعام، وكان قد أوتي النبوة وكان مجاب الدعوة، قال: وإن موسى أقبل في بني إسرائيل يريد الأرض التي فيها بلعام - أو قال: الشام - قال فرعب الناس منه رعبا شديدا، قال: فأتوا بلعام، فقالوا: ادع الله على هذا الرجل وجيشه! قال: حتى أوامر ربي - أو : حتى أؤامر - قال: فوامر في الدعاء عليهم، فقيل له: لا تدع عليهم، فإنهم عبادي، وفيهم نبيهم. قال: فقال لقومه: إني قد آمرت ربي في الدعاء عليهم، وإني قد نهيت. فأهدوا له هدية فقبلها، ثم راجعوه فقالوا: ادع عليهم. فقال: حتى أوامر. فوامر، فلم يحر إليه شيء. فقال: قد وامرت فلم يحر إلى شيء! فقالوا: لو كره ربك أن تدعو عليهم لنهاك كما نهاك المرة الأولى. قال: فأخذ يدعو عليهم، فإذا دعا عليهم، جرى على لسانه الدعاء على قومه، وإذا أراد أن يدعو أن يفتح لقومه دعا أن يفتح لموسى وجيشه - أو نحوا من ذا إن شاء الله. قال ما نراك تدعو إلا علينا. قال: ما يجري على لساني إلا هكذا، ولو دعوت عليه أيضا ما استجيب لي، ولكن سأدلكم على أمر عسى أن يكون فيه هلاكهم. إن الله يبغض الزنا، وإنهم إن وقعوا بالزنا هلكوا، ورجوت أن يهلكهم الله، فأخرجوا النساء يستقبلنهم; فإنهم قوم مسافرون، فعسى أن يزنوا فيهلكوا. ففعلوا. قال: فأخرجوا النساء يستقبلنهم. وكان للملك ابنة، فذكر من عظمها ما الله أعلم به ! فقال أبوها - أو بلعام -: لا تمكني نفسك إلا من موسى! ووقعوا في الزنا. وأتاها رأس سبط من أسباط بني إسرائيل، فأرادها على نفسه، فقالت: ما أنا بممكنة نفسي إلا من موسى. فقال: إن منزلتي كذا وكذا، وإن من حالي كذا وكذا. فأرسلت إلى أبيها تستأمره، قال : فقال لها : فأمكنيه، ويأتيهما رجل من بني هارون ومعه الرمح فيطعنهما. وأيده الله بقوة. فانتظمهما جميعا، ورفعهما على رمحه فرآهما الناس - أو كما حدث - وسلط الله عليهم الطاعون، فمات منهم سبعون ألفا. قال أبو المعتمر: فحدثني سيار: أن بلعام ركب حمارة له حتى أتى العلولى جعل يضربها ولا تقدم، وقامت عليه فقالت: علام تضربني؟ أما ترى هذا الذي بين يديك؟ فإذا الشيطان بين يديه، قال :فنزل وسجد له، قال الله تعالى: (وَاتْلُ عَلَيْهِمْ نَبَأَ الَّذِي آتَيْنَاهُ آيَاتِنَا فَانسَلَخَ مِنْهَا) إلى قوله: (لَعَلَّهُمْ يَتَفَكَّرُونَ) | بلعام بن باعوراء |

وقال ابن إسحاق:
بلعام عند الشيعة
بالاسناد إلى الصدوق، عن أبيه، عن سعد ومحمد العطار، عن ابن عيسى عن البزنطي، عن عبد الرحمن بن سيابة، عن معاوية بن عمار رفعه قال: فتحت مدائن الشام على يوشع بن نون، ففتحها مدينة مدينة حتى انتهى إلى البلقاء، فلقوا فيها رجلا يقال له بالق، فجعلوا يخرجون يقاتلونه لا يقتل منهم رجل، فسأل عن ذلك فقيل: إن فيهم امرأة عندها علم، ثم سألوا يوشع الصلح، ثم انتهى إلى مدينة أخرى فحصرها وأرسل صاحب المدينة إلى بلعم ودعاه فركب حماره إلى الملك فعثر حماره تحته فقال: لم عثرت؟ فكلمه حماره: لم لا أعثر وهذا جبرئيل بيده حربة ينهاك عنهم؟ وكان عندهم أن بلعم أوتي الاسم الأعظم، فقال الملك: ادع عليهم - وهو المنافق الذي روي أن قوله تعالى: «واتل عليهم نبأ الذي آتيناه آياتنا فانسلخ منها» نزل فيه - فقال لصاحب المدينة: ليس للدعاء عليهم سبيل، ولكن أشير عليك أن تزين النساء وتأمرهن أن يأتين عسكرهم فيتعرضن للرجال، فإن الزنا لم يظهر في قوم قط إلا بعث الله عليهم الموت فلما دخل النساء العسكر وقع الرجال بالنساء، فأوحى الله إلى يوشع: إن شئت سلطت عليهم العدو، وإن شئت أهلكتهم بالسنين، وإن شئت بموت حثيث عجلان، فقال: هم بنو إسرائيل لا أحب أن يسلط الله عليهم عدوهم، ولا أن يهلكهم بالسنين، ولكن بموت حثيث عجلان، قال: فمات في ثلاث ساعات من النهار سبعون ألفا بالطاعون.